# Mario Sestito
Mario Sestito (Petilia Policastro, 6 marzo 1928 – Roma, 8 ottobre 1987) è stato un avvocato e politico italiano.

## Biografia
È nato il 6 marzo 1928 a Petilia Policastro.
Avvocato penalista.
Ha risieduto dapprima a Petilia Policastro poi a Crotone.
Iscritto al PCI dal 1944 ininterrottamente sino alla morte.
Dal 1960 è membro del Comitato Federale e dal 1973 del Comitato Direttivo della Federazione del PCI di Crotone.
Nel 1960 il Consiglio comunale di Petilia Policastro lo elegge alla carica di Sindaco.
Nel 1964 e nel 1970 viene eletto al Consiglio Provinciale di Catanzaro nel Collegio di Petilia Policastro-Cotronei.
Nel 1972 il Consiglio regionale della Calabria lo elegge componente effettivo del Comitato regionale di controllo sugli atti delle Province.
Nel marzo del 1973 viene nominato Presidente del Consiglio di amministrazione dell'Ospedale Civile di Crotone "San Giovanni di Dio", carica che ricopre fino al giugno del 1975.
Nell'ottobre del 1974 viene rieletto dal Consiglio comunale di Petilia Policastro, di cui fa parte quale consigliere ininterrottamente dal 1960, alla carica di Sindaco.
È eletto Senatore della Repubblica il 20 giugno 1976 nel Collegio di Crotone (Calabria) con 47.349 voti (cifra indiv. 46,03).
Nella settima legislatura è membro della Commissione Finanze e Tesoro, nonché della Commissione bicamerale per il parere al Governo per l'emanazione del nuovo testo del codice di procedura penale.
È rieletto Senatore della Repubblica nello stesso Collegio di Crotone il 3 giugno 1979 con 41.584 voti (cifra indiv. 40,19).
Nell'ottava legislatura è membro della IX Commissione permanente Agricoltura, nonché della Commissione per il parere al Governo su ferrovie e servizi di trasporto; è inoltre membro supplente della Commissione bicamerale per i procedimenti di accusa.
Nel 1985 viene nominato Presidente del Comitato di gestione dell'Unita' Sanitaria Locale n. 16 di Crotone, carica che ricopre fino all'8 ottobre 1987, data in cui muore all'età di 59 anni.